# Illapu (álbum)
Illapu conocido como Chungará es el segundo álbum de estudio de la banda chilena Illapu, lanzado en 1975. Corresponde al primer disco del grupo lanzado bajo la dictadura militar, y el primero bajo el sello Arena, perteneciente al productor Camilo Fernández.

## Lista de canciones
| Lado A |                                                     |                     |          |          |  |
| N.º    | Título                                              | Música              | Arreglos | Duración |  |
| 1.     | «Saludo Chiapa» (trote)                             | Del Folklore        |          | 02:48    |  |
| 2.     | «Linda Imillita» (huayno)                           | Roberto Márquez     | Illapu   | 03:50    |  |
| 3.     | «Llanto de una madre/Dos Palomitas» (yaraní/huayno) | Del Folklore        |          | 03:21    |  |
| 4.     | «El cóndor pasa» (lamento y huayno)                 | Alomeas Robles      |          | 03:26    |  |
| 5.     | «Altiplano Indio» (huayno)                          | José Miguel Márquez | Illapu   | 03:03    |  |
| 6.     | «Czardas» (Czardas)                                 | Monti               |          | 01:16    |  |

| Lado B |                                |                       |          |          |  |
| N.º    | Título                         | Música                | Arreglos | Duración |  |
| 7.     | «Mariposita» (trote)           | Del Folklore          |          | 04:54    |  |
| 8.     | «Ayquina» (trote)              | Del Folklore          |          | 02:44    |  |
| 9.     | «Chungará» (trote)             | O. Torres, R. Márquez | Illapu   | 03:04    |  |
| 10.    | «Diablada» (diablada)          | Del Folklore          |          | 01:58    |  |
| 11.    | «El Gavilán» (joropo)          | Del Folklore          |          | 04:08    |  |
| 12.    | «El Lago de los Cisnes» (vals) | Tschaikovsky          |          | 03:08    |  |